# Lake City (Floride)
Pour les articles homonymes, voir Lake City.
La ville de Lake City est le siège du comté de Columbia, dans l’État de Floride, aux États-Unis. Lors du recensement de 2010, Lake City compte 12 046 habitants, population estimée à 12 285 habitants en 2016.

## Histoire
La ville, d'abord appelée Alligator, est renommée par la législature de Floride en référence aux nombreux lacs qui l'entourent.

## Démographie
| 1850 | 1860 | 1870 | 1880  | 1890  | 1900  |
| ---- | ---- | ---- | ----- | ----- | ----- |
| 131  | 659  | 964  | 1 379 | 2 020 | 4 013 |

| 1910  | 1920  | 1930  | 1940  | 1950  | 1960  |
| ----- | ----- | ----- | ----- | ----- | ----- |
| 5 032 | 3 341 | 4 416 | 5 836 | 7 571 | 9 465 |

| 1970   | 1980  | 1990   | 2000  | 2010   | - |
| ------ | ----- | ------ | ----- | ------ | - |
| 10 575 | 9 257 | 10 005 | 9 980 | 12 046 | - |

## Dans la culture
- Dans l’épisode Mort En Vers de L'Insolite se déroule à Lake City.